# Herb gminy Radzyń Podlaski
Herb gminy Radzyń Podlaski – jeden z symboli gminy Radzyń Podlaski, autorstwa Roberta Szydlika, ustanowiony 16 września 2015.

## Wygląd i symbolika
Herb przedstawia na tarczy w polu czerwonym głowę niedźwiedzia białą z jęzorem złotym, nad kłodą z dwoma sękami złotą. Głowa niedźwiedzia biała z jęzorem złotym to uszczerbienie godła herbu powiatu radzyńskiego, który przedstawia białego kroczącego niedźwiedzia trzymającego w łapach półtrzecia krzyż (godło herbu Pilawa). Kłoda z dwoma sękami złota to godło herbu Cielepała, którym pieczętowali się Cebulkowie, możny ród z Czechowa (obecnie dzielnica Lublina), którzy w XV w. władali większą częścią dzisiejszej gminy.